# 존 K. 싱글러브
존 K. 싱글러브(John K. Singlaub, 1921년 7월 10일 ~ 2022년 1월 29일)은 미국의 군인이다.

## 군인 경력

### 제 2차 세계 대전
프랑스 후방에서 프랑스 레지스탕스와 함께 특수작전을 수행하였다.

### 한국 전쟁
대대장으로 참전하였으며, 김화 전투, 해리 전초기지 사수작전에 참가하였다.

### 베트남 전쟁
호찌민 루트를 파괴하는 호치민 트레일 파괴 작전을 이끌었다.

### 주한미군
1977년 유엔사령부 참모장(예비역 소장)으로 재직 중 지미 카터 당시 미국 대통령의 주한미군 철수 계획에 반대하는 소신 발언을 한 이후 본국으로 소환되었고 얼마 후 전역하였다.

## 기념
2023년 10월 12일 파주시 임진각 보훈단지 내에 추모 조형물 제막식이 열렸다.

## 같이 보기
- 윌리엄 E. 웨버